# Выродов, Виктор Антонович
Виктор Антонович Выродов (1929—1997) — советский и российский учёный, доктор технических наук, профессор, почётный академик Российской академии естественных наук.

## Биография
Родился в крестьянской семье села Верхнее Берёзово Большетроицкого района (ныне — Шебекинский район Белгородской области) Курской области. По окончании Большетроицкой средней школы поступил и успешно окончил Ленинградскую лесотехническую академию имени С. М. Кирова, остался на кафедре и продолжил трудиться в альма-матер. В 1960 году защитил кандидатскую диссертацию и получил учёную степень «кандидат технических наук», в 1972-м — докторскую диссертацию и получил учёную степень «доктор технических наук».
В 1973—1978 гг. — являлся заведующим кафедрой химико-технологического факультета Лесотехнической академии. Под его руководством проводились работы по совершенствованию технологических процессов камфарного производства, был разработан аппарат для производства камфары по изомеризационному способу из скипидара, в котором одновременно осуществлялись ранее проводимые в отдельных аппаратах следующие стадии технологического цикла: ректификация скипидара с целью выделения пиненовой фракции; изомеризация пинена в камфен; ректификация изомеризата с целью выделения камфена; изомеризация кубового остатка от ректификации скипидара для производства окситерпеновых смол и окситерпенового растворителя. Работы были запатентованы за рубежом — в Германии, Японии и Великобритании.
Умер в 1997 году в Санкт-Петербурге.

## Научная деятельность
В 1960 году защитил кандидатскую диссертацию по теме:
- Разработка непрерывного способа омыления изоборнилформиата в камфарном производстве: Автореф. дис. … канд. техн. наук / М-во высш. и сред. спец. образования РСФСР. Ленинградская ордена Ленина Лесотехническая академия им. С. М. Кирова. — Л.: [б. и.], 1960. — 17 с.

В 1971 году защитил докторскую диссертацию по теме:
- Исследование в области модернизации технологических процессов в производстве синтетической камфары: Автореф. дис. … д-ра техн. наук / Ленинградская лесотехническая академия им. С. М. Кирова. — Л.: [б. и.], 1971. — 37 с.

Как учёный и педагог В. А. Выродов является автором и соавтором более 70 научных публикаций, в их числе монографии, учебники и учебно-методические пособия. Под руководством педагога - профессора В. А. Выродова, пройдя подготовку через аспирантуру и соискательство с защитой диссертаций, кандидатами наук стало более 40 учёных.

## Работы Выродова В. А
В разные годы изданы учебники и научно-методические пособия, автором и соавтором которых был В. А. Выродов, в том числе:
- Выродов В. А. Канифольно-терпентинное производство: Лекции для студентов спец. 0903. — Л.: Лесотехническая академия, 1982.
- Выродов В. А., Кислицын А. и др. Технология лесохимических производств: Учебник. — М.: Лесная промышленность, 1987.
- Выродов В. А. Канифольно-экстракционное производство, методические указания к курсовому и дипломному проектированию для студентов специальности 26.03 (0903) (специализация — «Технология лесохимических производств») / М-во высш. и сред. спец. образования РСФСР, Ленинградская лесотехническая академия имени С. М. Кирова. — Л.: ЛТА им. С. М. Кирова, 1991[3].
- Елкин В. А., Выродов В. А. и др. Оборудование и проектирование предприятий гидролизной и лесохимической промышленности: Учебник. — М.: Лесная промышленность, 1991.
- Выродов В. А., Ягодин В. И. Технология биологически активных веществ из древесной зелени: Учеб. пособие для студентов специальности 260300 «Технология хим. переработки древесины» / М-во образования Российской Федерации; С.-Петерб. гос. лесотехн. акад. — СПб., 1999.